# Andrea Morosini
Pour les articles homonymes, voir Morosini.
Andrea Morosini (né le 14 février 1558 à Venise et mort le 13 juillet 1618  dans la même ville) était un historien vénitien.

## Biographie
Andrea Morosini est né à Venise le 14 février 1558. Après des études à Venise en lettres latines et grecques ainsi que de philosophie à l'école de Rialto et à Padoue, il suit une carrière politique au sein des divers services de la république de Venise.
Ainsi le 23 décembre 1598, il est nommé par le Conseil des Dix au poste d'historiographe public en remplacement de Paolo Paruta. En 1618, à la mort du doge Giovanni Bembo, lors de l'élection du nouveau doge Nicolò Donato, Morosini obtient douze voix l'emport. Il meurt le 13 juillet 1618 et est dans l'église San Luca.
Il a écrit deux volumes des dix volumes Istorici delle cose veneziani i quali hanno scritto per publico decreto, imprimés à Venise entre 1718 et 1722. Ses prédécesseurs en tant que chroniqueurs sont  Marcantonio Sabellico (1436-1506), Pietro Bembo (1470-1547) et Paolo Paruta (1540-1598). Les tomes 5 et 6 de Morosini sont intitulés Storia Vinitiana. Ses successeurs comme historiens officiels de la république sont Giovan Battista Nani (1616-1678), Pietro Garzoni (1645-1735) et Michele Foscarini (1632-1692).
En 1623, son frère fit imprimer les deux volumes. Ils ont été traduits du latin en italien par le sénateur Girolamo Molin en 1782 et ont été imprimés en trois volumes par Zanatta à Venise.

## Œuvres
- Storia della Repubblica Venezia. 3 v. Antonio Zanatta, Venise 1782.
- (it) Andrea Morosini, Historia veneta. 5, Domenico Lovisa, 1719 (lire en ligne)
- (it) Andrea Morosini, Historia veneta. 6, Domenico Lovisa, 1719 (lire en ligne)
- (it) Andrea Morosini, Historia veneta. 7, Domenico Lovisa, 1720 (lire en ligne)